# Evektor-Aerotechnik
Evektor-Aerotechnik a.s. je výrobce letadel sídlící v Kunovicích. Společnost vyrábí několik druhů lehkých sportovních letounů, cvičných letounů a pokročilých ultralightů, které úspěšně exportuje do více než padesáti zemí světa. Evektor-Aerotechnik se také aktivně účastní projektu vývoje dvoumotorového turbovrtulového letounu EV-55 Outback určeného pro přepravu 9–14 pasažérů anebo 1,8 t nákladu. Mateřská společnost EVEKTOR, spol. s r.o. vykázala za rok 2020 ztrátu 168 mil. Kč při tržbách 248 mil. Kč.

## Historie
Evektor-Aerotechnik sídlí na letišti v Kunovicích, regionu známém svou historií leteckého průmyslu počínající již v roce 1936. Mimo této společnosti v regionu sídlí také LET Kunovice, dnešní Aircraft Industries, výrobce 19místného turbovrtulového letounu L-410 a Moravan Aeroplanes – výrobce letounů Zlín. 
Historie společnosti Evektor-Aerotechnik začíná v roce 1970, kdy byla založena společnost Aerotechnik, coby výrobce malých letounů. První vlastní výrobní programy Aerotechniku zahrnovaly motorový kluzák L13 Vivat a vírník A-70 Autogyro. Později se začala společnost specializovat také na údržbu a generální opravy mnoha druhů u nás vyráběných letounů, jako jsou například modely Zlín.
Výrobu lehkých sportovních letounů a pokročilých ultralehkých letounů začala společnost v roce 1996. Prvním letounem byl model P220UL Koala, následovaný modelem EV-97 Eurostar (představeným v roce 1997) a programem letounů řady EuroStar, SportStar a harmony. Evektor SportStar se stal v roce 2004 jedním z prvních lehkým sportovním letounů schválených pro provoz v USA americkým úřadem civilního letectví FAA a jeho další verze SportStar RTC získala typový certifikát EASA. Dnešní flotila UL a LSA letounů vyrobených společností Evektor-Aerotechnik patří k nejrozsáhlejším na světě. V letech 1997–2004 se Evektor-Aerotechnik účastnil coby subdodavatel částí draku v programu jednomotorového turbovrtulového letounu Aero 270 společnosti Aero Vodochody. V roce 2004 společnost představila jednomotorový čtyřmístný letoun VUT100 Cobra. V roce 2010 byl veřejnosti představen dvoumotorový turbovrtulový letoun Evektor EV-55 Outback, který poprvé vzlétl v roce 2011.

## Letouny
- Aerotechnik A-70 Autogyro

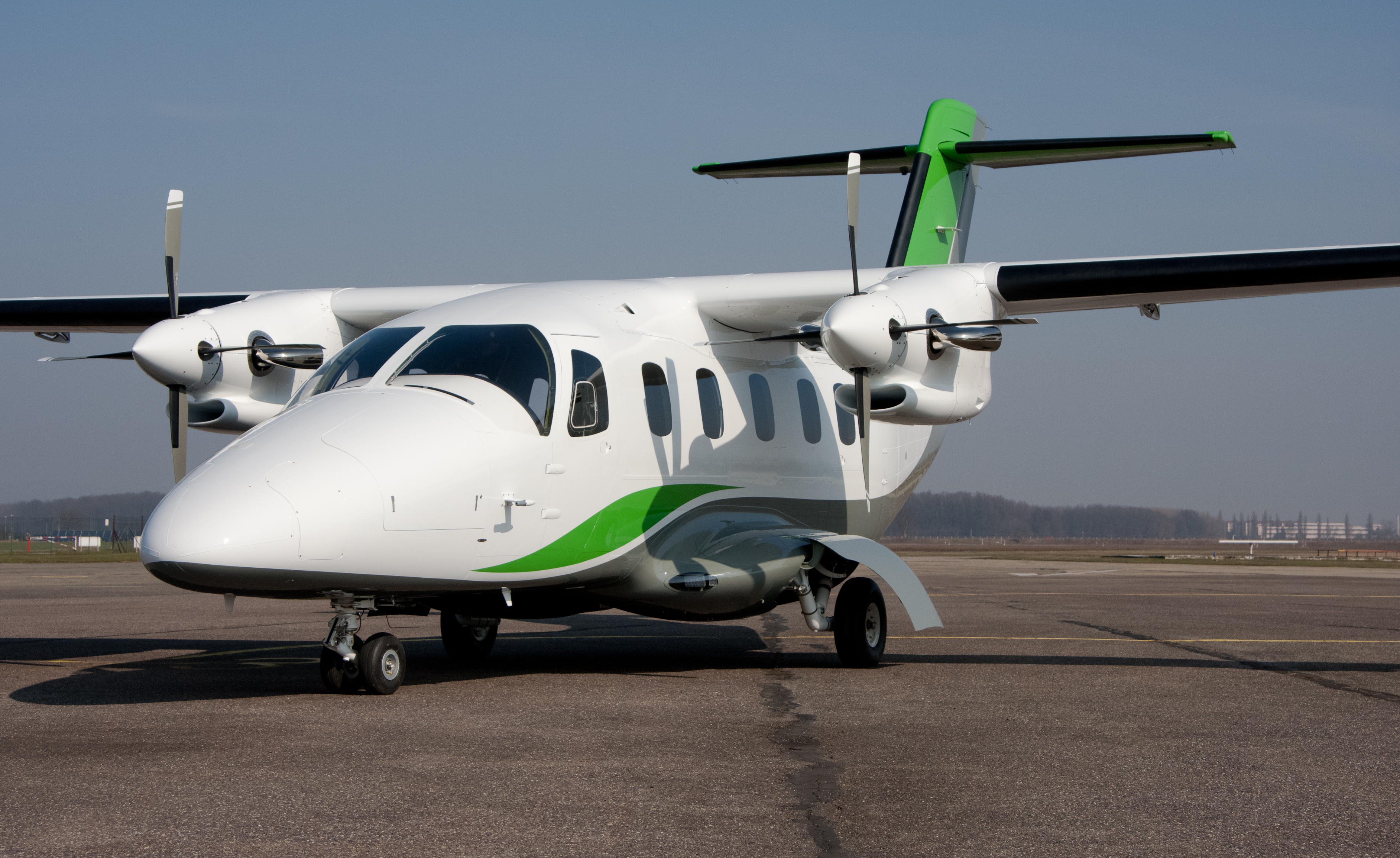
Evektor EV-55 Outback

- Aerotechnik L-13, Let L-13 Blaník Aerotechnik
- EV-97 Eurostar

- SportStar RTC
- Harmony LSA
- VUT100 Cobra

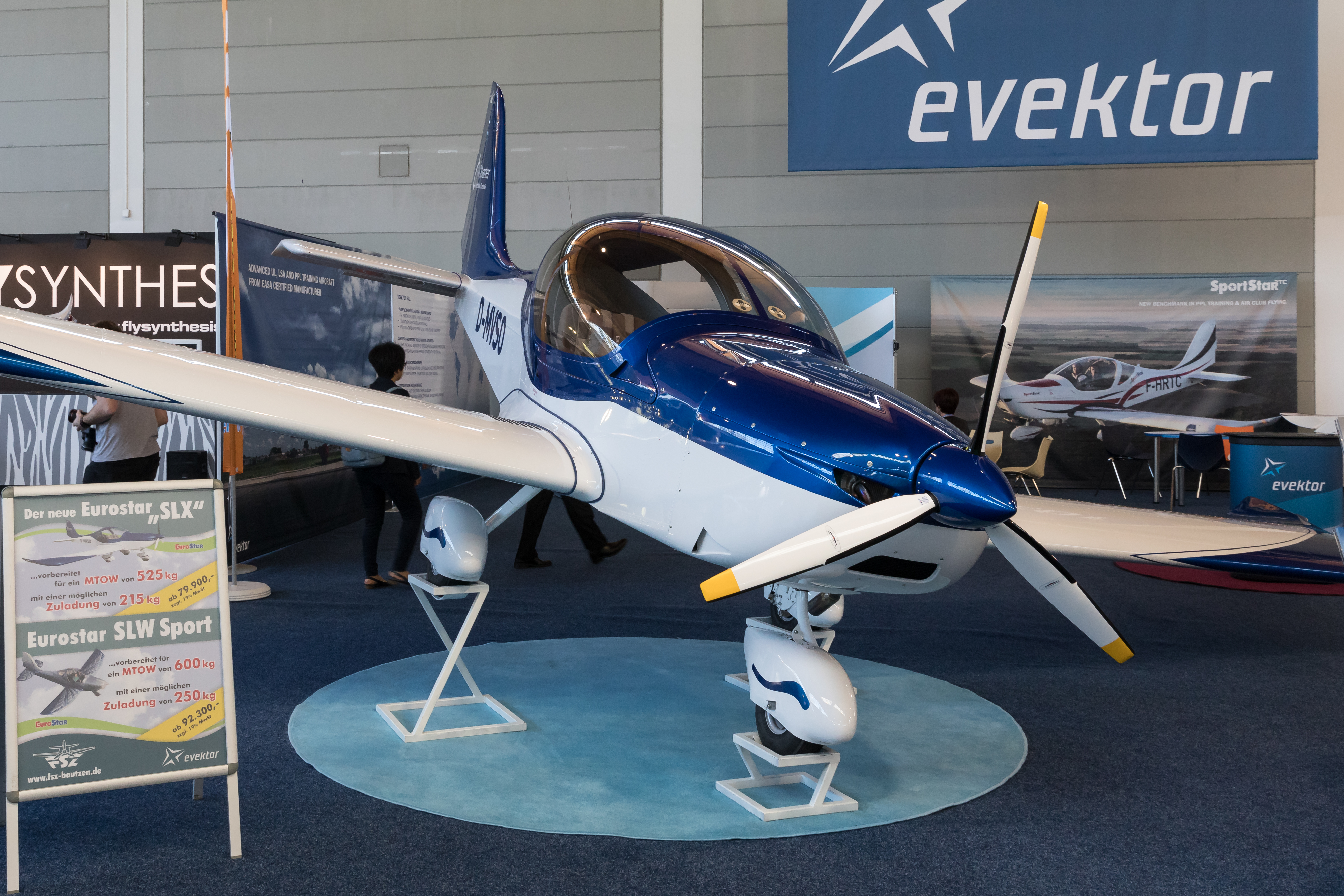
Evektor Eurostar

- Wolfsberg-Evektor Raven 257, po přerušení partnerství s Evektorem projekt pokračoval pod názvem Corvus 1F.
- EV-55 Outback